# Irán en los Juegos Paralímpicos de Salt Lake City 2002
Irán estuvo representado en los Juegos Paralímpicos de Salt Lake City 2002 por un deportista masculino. El equipo paralímpico iraní no obtuvo ninguna medalla en estos Juegos.